# Liste der Kulturdenkmale in Borstorf
In der Liste der Kulturdenkmale in Borstorf sind alle Kulturdenkmale der schleswig-holsteinischen Gemeinde Borstorf (Kreis Herzogtum Lauenburg) aufgelistet (Stand: 10. März 2025).

## Legende
In den Spalten befinden sich folgende Informationen:
- Objekt-ID: die Nummer des Kulturdenkmales
- Lage: die Adresse des Kulturdenkmales und die geographischen Koordinaten. Kartenansicht, um Koordinaten zu setzen. In der Kartenansicht sind Kulturdenkmale ohne Koordinaten mit einem roten Marker dargestellt und können in der Karte gesetzt werden. Kulturdenkmale ohne Bild sind mit einem blauen Marker gekennzeichnet, Kulturdenkmale mit Bild mit einem grünen Marker.
- Offizielle Bezeichnung: Bezeichnung des Kulturdenkmales
- Beschreibung: die Beschreibung des Kulturdenkmales
- Bild: ein Bild des Kulturdenkmales

## Sachgesamtheiten
| Objekt-ID | Lage                                        | Offizielle Bezeichnung | Beschreibung | Bild |
| --------- | ------------------------------------------- | ---------------------- | --- | ---- |
| 55181     | Burgstraße 8 (53° 36′ 43″ N, 10° 33′ 43″ O) | Hofanlage Wencken      | Hofanlage Wencken; 1794, Erweiterung 1922; Fachhallenhaus und nebenliegendes, durch Übergangsbau verbundenes Wohnhaus aus Backstein; Einfriedung, Vorgarten - Begründung: geschichtlich, Kulturlandschaft prägend - Schutzumfang: Wohnhaus mit Vorgarten, Einfriedung, Fachhallenhaus | BW   |

## Bauliche Anlagen
| Objekt-ID | Lage                                        | Offizielle Bezeichnung | Beschreibung | Bild |
| --------- | ------------------------------------------- | ---------------------- | --- | ---- |
| 55158     | Burgstraße 8 (53° 36′ 43″ N, 10° 33′ 44″ O) | Wohnhaus               | Wohnhaus; 1922; traufständiger, zweigeschossiger, sechsachsiger Backsteinbau unter Walmdach in Hohlpfannendeckung, mittig Loggia und Walmgaube, verglaste Türfront, eingeschossiger Übergangsbau zum nebenliegenden Fachhallenhaus; Einfriedung, Vorgarten - Begründung: geschichtlich, Kulturlandschaft prägend - Schutzumfang: Wohnhaus, Vorgarten, Einfriedung - Denkmaltyp: Bauliche Anlage, Sachgesamtheit: Hofanlage Wencken | BW   |
| 55159     | Burgstraße 8 (53° 36′ 42″ N, 10° 33′ 43″ O) | Fachhallenhaus         | Fachhallenhaus; 1794 (i); eingeschossiger, giebelständiger Fachwerkbau in Zweiständerbauweise mit Backsteinausfachung unter Halbwalmdach in Weichdeckung - Begründung: geschichtlich, Kulturlandschaft prägend - Schutzumfang: Fachhallenhaus, - Denkmaltyp: Bauliche Anlage, Sachgesamtheit: Hofanlage Wencken | BW   |